# Zi zo zydeco
Zi zo zydeco is het tweede album van de Nederlandse band Allez Mama.
Op dit album werkt de band de karakteristieke sound van de band verder uit. De traditionele polka's, kenmerkend voor de zydeco, krijgen meer en meer een rock-tintje, vooral te wijten aan het meer ruige, blues-geïnspireerde gitaarspel van nieuwe gitarist Dikki van der Woerdt.
Om het album nog wat meer van de traditie weg te leiden wordt de hulp ingeroepen van Frank Savoy, die door frontman Lenny Laroux helemaal uit Louisiana is gehaald om zijn saxofoonsolo's voor de plaat in te spelen. Deze invloed geeft het album een tintje van de wereldmuziek, een stijl die door Allez Mama op de volgende albums nog verder uitgewerkt zal worden.
Door zich verder van het traditionele zydeco-idioom af te bewegen heeft de band een tweedeling in zijn fanbase teweeggebracht. De meer traditioneel gezinde cajun-fans vonden de nieuwe stijl al snel te modern, terwijl de wat meer vooruitstrevende liefhebbers de nieuwe muziekmix eerder als een frisse wind ervoeren. Daarom wordt dit album wel gezien als de eerste stappen op weg naar de onvervalste Allez Mama-sound.

## Trivia
- Het nummer Colinda, een traditionele polka, werd door de band steevast gebruikt als afsluiter van de concerten. Lenny Laroux kondigde het nummer altijd aan met de woorden: "deze is voor m'n moeder."
- Voor het nummer Ke Je Nagaan werd Lenny Laroux geïnspireerd door het dialect van z'n thuisstad, Utrecht.
- Bourbonstraat gaat over de meest beroemde straat van New Orleans, Bourbon Street. Deze straat staat bekend om de vele muziekcafés waarin de Zydeco live ten gehore wordt gebracht.

## Musici
- Lenny Laroux: accordeon, trekzak, zang
- M. "Baaf" Stavenuiter: drums
- Dikki van der Woerdt: gitaar
- Jasper de Beer: bas

## Composities
1. Welkom op de fais do do (3:13)
2. Allez mama (2:56)
3. Zes uur in de morgen (3:48)
4. Colinda (3:22)
5. Rue des bouchers (3:12)
6. Ke je nagaan (3:33)
7. Zi zo zydeco (4:13)
8. Grand bayo (5:16)
9. Onmisbaar blauw (4:03)
10. Boem boem (2:47)
11. Zydeco jure (1:12)
12. Intro (0:40)
13. Nog een zo'n dag en ik ben dood (4:00)
14. A 85 (3:27)
15. Leg daar maar neer (3:17)
16. Ferse boogaloo (3:11)